# Всеросійський союз міст
Союз Міст, Всеросійський союз міст допомоги пораненим та хворим — впливове громадське об'єднання доброчинного характеру, створене 8—9 серпня 1914 в Москві на Всеросійському з'їзді представників міст для допомоги армії в питаннях організації тилу. Виконавчим органом Союзу міст був Головний комітет, до складу якого ввійшли міські голови й уповноважені Москви, Санкт-Петербурга та багатьох губернських міст, у тому числі й українських. Провідну роль у Союзі міст відігравала ліберальна міська буржуазія на чолі з представниками Конституційно-демократичної партії, які впливали на його політику від початку заснування. 14 вересня 1914 головноуповноваженим Союзу міст став московський міський голова, відомий підприємець Михайло Челноков.

## 1914
16 серпня 1914 Союз міст був визнаний офіційно, і, згідно з указом, у своїй діяльності він мав підпорядковуватися військовому міністерству та Російському товариству Червоного Хреста. Вбачаючи можливість політичного впливу нового об'єднання на суспільство, уряд спочатку дозволив союзу займатися допомогою хворим та пораненим фронтовикам лише у внутрішніх губерніях імперії, що передбачало евакуацію солдатів і офіцерів із подальшим їх лікуванням у тилових медичних закладах, участь у забезпеченні армії ліками, перев'язочними матеріалами, інструментарієм, провізією та ін.

## 1915
Із 1915 за значної фінансової підтримки держави в умовах складного становища на фронті Союз міст розширив коло своєї діяльності: спрямував зусилля на різнобічну допомогу військовослужбовцям у районі бойових дій, на облаштування, лікування та забезпечення роботою біженців у прифронтовій смузі та в тилу, влаштовував притулки для дітей-сиріт, здійснював санітарно-епідемічні заходи серед військових і цивільного населення, організовував ремонтні та виробничі майстерні, окопні роботи, узявся за виконання підрядів із забезпечення армії предметами першої необхідності, опікувався скаліченими фронтовиками та інше.
За своєю структурою, загальним спрямуванням і завданнями роботи Союз міст був спорідненим із Земським союзом. У червні 1915 було створено об'єднаний Головний комітет земського й міського союзів із забезпечення армії — Земгор, який став впливовою політичною організацією ліберального напряму. Фактично Земгор, що об'єднав переважно дрібну промисловість місцевого значення, став важливою допоміжною організацією у виконанні замовлень для армії на предмети інтендантського забезпечення. Склавшись у завершеному вигляді до осені 1915, він разом із воєнно-промисловими комітетами почав виконувати функції з мобілізації промисловості й організації виконання державних замовлень. У серпні 1915, із початком інтенсивного руху біженців, Земський союз і Союз міст заснували Об'єднаний комітет з улаштування біженців (Собеж).
На місцях Головному комітету Союзу міст підпорядковувалися міські й обласні комітети, які спиралися у своїй діяльності на міські думи. Міські комітети Союзу міст виникли переважно з комітетів або виконавчих комісій, організованих з початком Першої світової війни при міських органах самоврядування з метою надання допомоги хворим і пораненим воїнам. Як правило, вони складалися не тільки з міських гласних, членів управи, а й із представників широкого кола громадськості, зокрема й тих осіб, котрі не мали необхідного майнового цензу.

## 1916
До березня 1916 всього в Російській імперії в губернських та повітових містах було засновано 273 комітети Союзу міст. В українських губерніях у цей час разом з обласними комітетами функціонували 58 комітетів союзу, а кількість міст, які приєдналися до нього, становила 83 центри — 9 губернських і 74 повітових.
Середньою ланкою між Головним комітетом та міськими комітетами Союзу міст у губернських і повітових центрах були обласні комітети, які об'єднували міські комітети, що входили до складу окремої евакуаційної області. З 11-ти обласних комітетів Союзу міст в Україні функціонували три: Катеринославський, Київський і Харківський.
Для керівництва закладами союзу в діючій армії та в місцевостях, наближених до районів бойових дій, були створені особливі фронтові комітети у складі уповноважених Головного комітету, представників місцевих органів самоврядування, громадських організацій та установ. Фронтові комітети були мілітаризовані, їхні співробітники носили військові однострої та зброю. У своїй діяльності на фронті, крім загальних директив уповноважених, вони підлягали військовій владі. Управління Комітету Союзу міст Південно-Західного фронту до літа 1915 перебувало у Львові, а потім — у Києві.
Серед підрозділів союзу найбільшого розмаху на українських землях набула діяльність Комітету Союзу міст Південно-Західного фронту. Наприкінці 1916 йому підпорядковувалися 36 гос-піталів і лікарень, 33 амбулаторії, 13 перев'язочних пунктів, 3 військово-санітарні поїзди, 23 стоматологічні кабінети, 19 епідемічних загонів, 29 дезінфекційних і 77 харчувальних пунктів, 21 дитячий притулок, 16 майстерень та більше двох сотень інших закладів на фронті та в тилу. Усього — 592 заклади.
Із літа 1916 в Галичині працівники Комітету Союзу міст Південно-Західного фронту взялися за організацію навчання дітей українською мовою. Завдяки зусиллям комітетів Союзу міст і Земського союзу Південно-Західного фронту (особливо тісною була їхня співпраця саме у справі українського шкільництва) упродовж 2-ї пол. 1916 вдалося майже повністю відновити початкову освіту рідною мовою в цьому окупованому російськими військами краї. Комітет Союзу міст Південно-Західного фронту відчутно впливав у справі ставлення до українського питання на Головний комітет союзу, який ухвалював постанови в прихильному до українства дусі.
Як і в Земському союзі, основний кістяк комітетів Союзу міст в Україні становили місцеві громадські діячі, працівники міського самоврядування. Багато з них, починаючи з рядових співробітників комітетів Союзу міст, проходили на службі в союзі практику організаційної та адміністративної роботи. У керівних органах комітетів цього об'єднання працювали чимало майбутніх діячів Української революції 1917—1921. Уже 1915 Комітет С.м. Південно-Західного фронту виразно набув українського характеру, його керівний склад відзначався широким представництвом від політичних та громадських організацій краю. Зокрема, з осені 1915 його очолював відомий український громадсько-політичний і культурний діяч барон Ф.Штейнгель. Уповноваженим Комітету Союзу міст Південно-Західного фронту, керівником відділу харчування й допомоги постраждалому від війни населенню був Дмитро Дорошенко, відділу постачання — Андрій Ніковський, уповноваженим Комітету при штабі 8-ї армії — Андрій В'язлов, керівником аптекарського відділу — Г. Литвак, санітарно-технічного — Б. Шингарьов. Членами комітету були: Микола Біляшівський, Федір Матушевський, Володимир Леонтович, Іван Красковський, Володимир Уляницький та інші відомі українські діячі.

## 1917
Союз міст перебував в опозиції до самодержавного уряду. Його представники були активними членами Прогресивного блоку, створеного в серпні 1915. Після падіння самодержавства Союз міст став опорою Тимчасового уряду в державному керівництві. Йому були надані широкі повноваження й права. У травні 1917 уряд затвердив рішення про об'єднання паралельно працюючих на європейському театрі воєнних дій громадських організацій — Всеросійського земського союзу, Всеросійського союзу міст та Російського товариства Червоного Хреста, що вказувало на «одержавлення» громадських структур буржуазії в нових політичних умовах.
Чимало представників Комітету Союзу міст Південно-Західного фронту з падінням монархії в лютому 1917 посіли ключові посади в багатьох місцевих органах управління. Так, Ф. Штейнгель був обраний головою Київського виконавчого комітету, до якого навесні перейшла вся влада в місті. А. В'язлов став волинським губернським комісаром Тимчасового уряду, а Д. Дорошенко — заступником київського губернського комісара.

## 1918
Зі встановленням більшовицької влади діяльність Союзу міст почала згортатися. У липні 1918 за декретом РНК союз був ліквідований, а його майно передано Вищій раді народного господарства та її місцевим органам. Зі свого боку Рада народних міністрів Української Народної Республіки у квітні 1918 ухвалила рішення про ліквідацію міських і обласних комітетів та Комітету Союзу міст Південно-Західного фронту.